# Кашине Мојоли (Новара)
Кашине Мојоли је насеље у Италији у округу Новара, региону Пијемонт.
Према процени из 2011. у насељу је живело 10 становника. Насеље се налази на надморској висини од 213 м.